# Ketosia
Ketosia is een geslacht van weekdieren uit de klasse van de Gastropoda (slakken).

## Soorten
- Ketosia riosi Dos Santos & Absalão, 2006
- Ketosia thomei Dos Santos & Absalão, 2006